# كيليان كيرشهوف
كيليان كيرشهوف (بالألمانية: Kilian Kirchhoff)‏ هو كاهن كاثوليكي ألماني، ولد في 18 ديسمبر 1892Rönkhausen ‏ في ألمانيا، وتوفي في 24 أبريل 1944 في براندنبورغ في ألمانيا بسبب قطع الرأس.